# Wełna
Die Wełna (deutsch Welna, auch Kleine Warthe) ist ein Fluss in West-Zentralpolen. Sie ist ein rechter Nebenfluss der Warthe. Der Fluss hat eine Länge von 118 Kilometern und ein Einzugsgebiet von 2635 Quadratkilometern. Die Quelle der Wełna liegt in Nähe von Gnesen. Sie mündet bei der Stadt Oborniki in die Warthe.